# Francisco Igartua
Francisco Igartua Rovira más conocido como Paco Igartua (n. Huarochirí, 1923 – f. Lima, 2004) fue un periodista peruano oñatiarra, fundador y director de las revistas Oiga en 1948 y Caretas con Doris Gibson en 1950.

## Biografía
Nació en el distrito de Huarochirí, el 5 de septiembre de 1923. Hijo de Francisco Igartua y Herminia Rovira. Estudió la primaria y secundaria en la Provincia Constitucional del Callao. Profeso por un año en el Seminario de los Padre Franciscanos Santiago de Chile. Luego ingresó a la Pontificia Universidad Católica del Perú (1940) para estudiar Derecho, pero abandonó sus estudios para ser periodista 1943. 
Trabajó como periodista en los diarios Jornada y La Prensa (1943 - 1950). Por sus críticas al gobierno de turno sufrió una primera prisión en 1944. En 1948 fundó el semanario Oiga!, que solo duró breves semanas, ya que fue encarcelado y la publicación clausurada, debido a sus críticas contra la dictadura del general Manuel A. Odría. 
En 1950, en sociedad con Doris Gibson del Riego, fundó la revista Caretas, de la que fue director periodístico desde el 3 de octubre de 1950 hasta el 22 de octubre de 1962, revista vigente hasta la actualidad. En 1952 la dictadura odriísta lo exilió a Panamá pero regresó sorpresivamente a la ciudad de Lima, y se refugió en el antiguo local de El Comercio, donde luego de arduas conversaciones, logró que se le levantara la orden de expulsión que tenía dada por el gobierno. Hasta el momento, es el primer caso conocido en que un periodista perseguido, se “asila” en el local de un medio periodístico. Tal honor es recordado por el mismo Igartua en su primer libro autobiográfico: “Huellas de un destierro”. Posteriormente escribió en los diarios El Comercio, Correo y finalmente en Expreso.
El 28 de noviembre de 1962 Igartua refundó la Revista Oiga con el nombre que ha mantenido hasta la actualidad (sin el signo de admiración, conocida ahora como “Oiga segunda etapa”), que se convirtió en el principal semanario político en el Perú. Durante esta etapa, Igartua apoyó la candidatura a la presidencia de Fernando Belaúnde Terry, para posteriormente alejarse de él, e iniciar una labor fiscalizadora. 
En 1965 Igartua cambió el formato periódico de Oiga al de revista "estilo Time", iniciando su tercera etapa, en la que defendió las posiciones críticas a la jefatura belaundista en el seno de Acción Popular, incluyendo una denodada defensa de los intereses nacionales en la cuestión de La Brea y Pariñas (1966-1968). Al ser depuesto Fernando Belaúnde y acceder al poder el general Juan Velasco Alvarado, Oiga apoyó el proceso de reformas, haciendo la salvedad de pedir elecciones para una Asamblea Constituyente, y que se mantuviera la libertad de prensa. La protesta de Igartua ante la captura estatal de los diarios y la regimentación de la prensa no diaria trajo como consecuencia su exilio a México en 1974, donde permaneció hasta 1977. En dicho país fue director del Suplemento Dominical del diario Cadena Sol.
Al retornar al Perú inauguró la cuarta etapa de Oiga en 1978 y se procedió a cambiar el formato por el tipo tabloide, a la vez que se usó un nuevo membrete: Oiga 78. Con el inicio del segundo gobierno de Fernando Belaúnde (1980), Oiga ingresó a su quinta etapa, al convertirse de semanario de análisis en revista de más amplia cobertura, nuevamente en formato "estilo Time" incluyendo tópicos familiares y de amenidades, y manteniendo una coherente —y al decir de su director "quijotesca"— postura democrática.
Oiga se mantuvo regularmente a través de los gobiernos de Belaunde, Alan García y el primer quinquenio de Alberto Fujimori, hasta que la presión política y económica de este último contra la prensa opositora hizo imprescindible cerrar la revista. Su último número apareció el 5 de septiembre de 1995, edición número 756, denominado «Adiós con la satisfacción de no haber claudicado».
El 16 de noviembre de ese mismo año de 1995 transfirió los derechos de la marca Oiga a la Empresa Publicaciones de Revistas S.A., a fin de cancelar deudas tributarias al Estado y el pago de los beneficios sociales de sus 70 trabajadores. 
Publicaciones de Revistas S.A, fue adquirida por Eduardo Calmell del Solar del entorno del Gobierno de Alberto Fujimori Fujimori, que volvió a publicar la revista en el 2000, apoyando la campaña reeleccionista de Fujimori, para desaparecer finalmente en el 2003. A partir de 1998, a pedido de Igartua se formó un grupo de trabajo, que buscó recuperar la revista Oiga, proyecto que se pudo concretar el 14 de febrero de 2008 con el registro definitivo de la marca ante el Indecopi.
Entre 1995 y 1999 participa en los dos primeros Congresos Mundiales de Colectividades Vascas, invitado por el presidente del Gobierno Vasco, siendo el encargado de relatar las actas finales de ambos congresos. 
A finales del 2003, a Francisco Igartua se le detectó un cáncer pulmonar, y el 24 de marzo del 2004, falleció en el Hospital de Neoplásicas de Lima. 
Entre los hechos más importantes de la vida de Francisco Igartua, están también su participación en la Comunidad Vasca del Perú y en la participación como invitado personal a los Congresos Mundiales de las comunidades Vascas, en Bilbao, Vizcaya.
Igartua recibió la Medalla de Lima (1988), la Orden Gabriela Mistral del gobierno chileno (2001) y el Premio Jerusalén de periodismo.

## Obras, libros, ensayos y artículos
- Siempre un extraño (1995), memorias que describen la vida de Francisco Igartua entre el semanario Jornada, el diario La Prensa y la fundación de la revista Caretas.
- Huellas de un destierro (1998), memorias que describen la vida de Francisco Igartua entre la refundación de la revista Oiga y el cierre definitivo de esta.
- Reflexiones entre molinos de viento (1997), colección de editoriales, artículos y ensayos, de Francisco Igartua.
- La Tina (2000), cuentos. Una colección de cuentos, donde se puede conocer detalles de la vida del autor.
- Andanzas de Federico More, recopilación de los mejores artículos de Federico More Barrionuevo, maestro y amigo de Francisco Igartua.
- El género revisteril en el Perú, interesante ensayo de la historia revisteril del Perú en el siglo XX.
- Unamuno y su camino, artículo conmemorativo por los 50 años de fallecimiento de Don Miguel de Unamuno.
- José Luis Bustamante y Rivero, Patriarca de la Democracia, artículo conmemorativo al fallecimiento del ex – Presidente Constitucional, donde Francisco Igartua explica entre otros detalles el nacimiento de la revista Oiga.

## Fuente
- Tauro del Pino, Alberto: Enciclopedia Ilustrada del Perú. Tercera Edición. Tomo 8. HAB-IZQ. Lima, PEISA, 2001. ISBN 9972-40-157-X